# 후지하시촌
후지하시촌(일본어: 藤橋村)은 일본 기후현 이비군에 설치되었던 촌이다. 2005년 1월 31일에 이비군 내의 다른 5개 정촌과 합병해 이비가와 정이 되었다.합병할 때까지는 일본 제일 인구밀도가 낮은(1.43명/km²) 시정촌이었다(2021년 4월 현재는 후쿠시마현 미나미아이즈군 히노에마타촌:1.30명/km²).

## 역사
- 1922년 4월 1일 - 이비군 구제촌의 일부를 분립해 후지하시촌이 성립하였다.
- 1965년 9월 15일 - 40·9 풍수해에 의해 이비강이 범람.산사태로 인해 마에타니교가 유출되는 등 마을 안이 침수되었다. 10호 가옥이 이상 유실되어 마루 위·마루 아래 침수 피해를 입었다 .또 히가시스기하라에서는 민가 35호에 토사가 흘러드는 피해를 입었다.
- 1987년 4월 1일 - 이비군 도쿠야마촌을 편입 합병되었다.
- 2005년 1월 31일 - 에비군 5정촌 (이비가와 정, 다니구미 촌·구제 촌·가스가 촌·사카우치 촌·후지하시 촌)과 합병 (신설 합병)해 이비가와정이 되었다.

## 교통

### 도로
- 국도 303호선
- 국도 417호선

## 참고 문헌
- 角川日本地名大辞典編纂委員会,『角川日本地名大辞典 21 岐阜県』1980, 角川書店